# Хав'єр Естрада Фернандес
Хав'єр Естрада Фернандес (ісп. Javier Estrada Fernández; нар. 27 січня 1976, Льєйда, Іспанія) — іспанський футбольний арбітр. Арбітр ФІФА з 2013 року.

## Кар'єра
Розпочав свою кар'єру судді в сезоні 1996/97. З сезону 2006/07 Хав'єр вже судив матчі Дивізіону Сегунда, а з 30 серпня 2009 матчі Ла Ліги, зокрема дебютним матчем стала гра між Мальорка — Херес (2:0).
У сезоні 2009/10 дебютував в Лізі чемпіонів, як четвертий абрітр брав участь в матчі між «Шахтарем» та «Тимішоарою» 2:2.
У 2014 судив матч Суперкубку Іспанії між мадридськими командами «Атлетіко» та «Реал» 1:1.
Влітку 2014 обслуговував матчі юнацького чемпіонату серед 19 річних у тому числі фінальний матч між збірними Німеччини та Португалії (1:0). 
Надалі судив матчі між національними збірними, як товариські так і в кваліфікаційному відборі чемпіонату Європи 2016.

## Матчі національних збірних
| Дата            | Місце проведення             | Збірні                          | Рахунок | Турнір                    | ЖК | YK · YK · RK | RK |
| --------------- | ---------------------------- | ------------------------------- | ------- | ------------------------- | -- | ------------ | -- |
| 14 серпня 2013  | Барселона, Іспанія           | Колумбія – Сербія               | 1 – 0   | Товариський матч          | 2  | 0            | 0  |
| 28 березня 2015 | Прага, Чехія                 | Чехія – Латвія                  | 1 – 1   | Кваліфікація ЧЄ 2016      | 4  | 0            | 0  |
| 6 червня 2015   | Андорра-ла-Велья, Андорра    | Андорра – Екваторіальна Гвінея  | 0 – 1   | Товариський матч          | 2  | 0            | 0  |
| 5 вересня 2015  | Подгориця, Чорногорія        | Чорногорія – Ліхтенштейн        | 2 – 0   | Кваліфікація ЧЄ 2016      | 3  | 0            | 0  |
| 10 жовтня 2016  | Зениця, Боснія і Герцеговина | Боснія і Герцеговина – Кіпр     | 2 – 0   | Кваліфікація ЧС 2018      | 4  | 0            | 0  |
| 10 червня 2017  | Баку, Азербайджан            | Азербайджан – Північна Ірландія | 0 – 1   | Кваліфікація ЧС 2018      | 5  | 0            | 0  |
| 31 травня 2018  | Люксембург, Люксембург       | Люксембург – Сенегал            | 0 – 0   | Товариський матч          | 3  | 0            | 0  |
| 6 вересня 2018  | Фару, Португалія             | Португалія – Хорватія           | 1 – 1   | Товариський матч          | 3  | 0            | 0  |
| 13 жовтня 2018  | Дублін, Ірландія             | Ірландія – Данія                | 0 – 0   | Ліга націй УЄФА 2018—2019 | 5  | 0            | 0  |